# Foxfire (Carolina del Nord)
Foxfire è un villaggio degli Stati Uniti d'America, situato in Carolina del Nord, nella contea di Moore.